# 波尼湖
波尼湖（英語：Pony Lake），是南極洲的湖泊，位於羅斯島，處於弗拉格斯塔夫角以北的羅德斯角，由英國探險隊命名，現時由南極條約體系管理。